# ЛФГ Роланд D.V
ЛФГ Роланд D.V је немачки ловачки авион који је производила фирма Луфтфарцојг гезелшафт. Први лет авиона је извршен 1917. године. 

Највећа брзина авиона при хоризонталном лету је износила 177 km/h.
Распон крила авиона је био 8,95 метара, а дужина трупа 6,20 метара. Празан авион је имао масу од 700 килограма. Нормална полетна маса износила је око 945 килограма. Био је наоружан са два синхронизована митраљеза ЛМГ 08/15 Шпандау (LMG 08/15 Spandau) калибра 7,92 mm.

## Наоружање
| Наоружање авиона: ЛФГ Роланд   |      |
| Ватрено (стрељачко) наоружање  |      |
| Топ                            |      |
| Митраљез                       |      |
| Број и ознака митраљеза        | 2    |
| Калибар                        | 7,92 |
| Бомбардерско наоружање (бомбе) |      |
| Ракетно наоружање (ракете)     |      |